# Averrhoa
- Commons
- Wikispecies

Averrhoa L. é um género botânico pertencente à família Oxalidaceae

## Espécies
- Averrhoa acida
- Averrhoa acutangula
- Averrhoa carambola (Carambola)
- Averrhoa bilimbi  (Bilimbim; biri-biri; limão-de-caiena; azedinha)
- Averrhoa frondosa
- Lista completa

## Classificação do gênero
| Sistema | Classificação                      | Referência               |
| ------- | ---------------------------------- | ------------------------ |
| Linné   | Classe Decandria, ordem Pentagynia | Species plantarum (1753) |